# Tinamú rovellat
El tinamú rovellat (Crypturellus brevirostris) és una espècie d'ocell de la família dels tinàmids (Tinamidae) que viu a la selva humida, localment a la Guaiana Francesa, Brasil amazònic i el Perú oriental.